# Northern Lights (Canadese band)
Northern Lights was een Canadese gelegenheidsformatie en supergroep samengebracht door Bruce Allen. De groep werd opgericht in 1985 om een benefietsingle op te nemen voor de hongersnood in Ethiopië en Eritrea die er in de periode 1983-1985 woedde.
De single werd geschreven tussen 1 februari en 3 februari in de studio van Jim Vallance en Rachel Paiement in Vancouver. De single werd opgenomen op 10 februari 1985 in de Manta Sound Studios in Toronto. Kort daarop werd de single uitgebracht onder de naam Tears Are Not Enough. De single leverde tot 1990 een bedrag van 3,2 miljoen dollar op.

## Deelnemende artiesten[2]
Vocalisten die alleen zongen:
- Gordon Lightfoot
- Burton Cummings, solo-artiest en lid van The Guess Who
- Anne Murray
- Joni Mitchell
- Dan Hill
- Neil Young, solo-artiest en lid van Buffalo Springfield, Crosby, Stills, Nash & Young en Crazy Horse
- Bryan Adams
- Corey Hart
- Bruce Cockburn
- Geddy Lee, solo-artiest en lid van Rush
- Mike Reno, solo-artiest en lid van Loverboy

Vocalisten die samen met anderen zongen:
- Liberty Silver
- Carroll Baker
- Ronnie Hawkins
- Murray McLauchlan
- Véronique Béliveau
- Robert Charlebois
- Claude Dubois
- Donny Gerrard, solo-artiest en lid van Skylark
- Lisa Dalbello
- Alfie Zappacosta
- Paul Hyde van Payola$
- Carole Pope van Rough Trade
- Salome Bey
- Mark Holmes, lid van Platinum Blonde
- Lorraine Segato van The Parachute Club

Deelgenomen als instrumentalisten of achtergrondvocalisten tijdens het refrein:
- Liona Boyd
- Andy Kim
- John Candy, acteur en komiek
- Tom Cochrane, solo-artiest en lid van Red Rider
- Brian Good, lid van The Good Brothers
- Tommy Hunter
- Martha Johnson[3]
- Marc Jordan
- Baron Longfellow
- Richard Manuel, lid van The Band
- Frank Mills
- Kim Mitchell
- Bruce Murray, solo-artiest en broer van Anne Murray
- Aldo Nova
- Catherine O'Hara, actrice en komiek
- Oscar Peterson
- Colina Phillips, solo-artiest
- Paul Shaffer, leider van het CBS Orchestra
- Jane Siberry
- Wayne St. John, solo-artiest
- Ian Thomas
- Sylvia Tyson
- Sharon Williams, solo-artiest